# Charles Burton Gulick
Charles Burton Gulick (* 30. September 1868 in Jersey City, New Jersey; † 23. Mai 1962 in White Plains, New York) war ein US-amerikanischer Klassischer Philologe. Er lehrte von 1892 bis 1937 an der Harvard University.

## Leben
Charles Burton Gulick, der Sohn des Handelsreisenden Horace Gulick und seiner Frau Anna Louise Sillcocks Gulick, studierte Klassische Philologie an der Harvard University, wo er 1890 den Bachelorgrad (A. B.) und 1891 den Mastergrad (A. M.) erlangte. Anschließend unternahm er eine Studienreise nach Deutschland und Griechenland. Seine akademische Laufbahn verbrachte er an der Harvard University. Ab 1892 war er dort Instructor in Greek. 1894 wurde er zum Ph. D. promoviert. 1899 wurde er zum Assistant Professor ernannt, 1909 zum Professor of Greek, 1925 zum Eliot Professor of Greek. Darüber hinaus war er im Jahr 1911/1912 Gastprofessor an der American School of Classical Studies at Athens, 1928/1929 Präsident der Classical Association of New England und 1929/1930 Präsident der American Philological Association. 1937 trat er in den Ruhestand. Da sich sein Augenlicht verschlechterte, musste er seine wissenschaftliche Arbeit aufgeben.
Gulick beschäftigte sich mit verschiedenen Aspekten der griechischen Kultur. Er verfasste zwei Bücher über das Privatleben der Griechen und eine zweisprachige Edition der Deipnosophisten des Athenaios für die Loeb Classical Library (1927). Mit seiner beachtlichen griechischen Sprachkompetenz war er in der Lage, die griechische Grammatik seines älteren Kollegen William Watson Goodwin zu bearbeiten (1930).
1913 wurde er in die American Academy of Arts and Sciences und 1940 in die American Philosophical Society gewählt.
Charles Burton Gulick war ab 1896 mit Anne Hathaway Swift (1869–1948) verheiratet.

## Schriften (Auswahl)
- De scholiis Aristophaneis quaestiones mythicae. Dissertation, Harvard 1894. Veröffentlicht in: Harvard Studies in Classical Philology. Band 5 (1894), S. 83–166
- The Life of the Ancient Greeks. New York 1902
- Modern Traits in Old Greek Life. New York 1927
- Athenaeus. The Deipnosophists. 7 Bände, New York/London 1928 (Loeb Classical Library)

Herausgeberschaft
- Morris Hicky Morgan: Brief Notes on the Greek Lyric Poets. Cambridge 1903
- William Watson Goodwin: Greek Grammar. Boston 1930